# Atractiellales
Atractiellales es un orden de hongos de la división Basidiomycota. Forman una única clase Atractiellomycetes.

## Descripción
Los representantes de este orden se caracterizan por la presencia de orgánulos especiales, los simplecosomas: un simplecosoma consiste en pilas cisternas en el retículo endoplásmico, que están conectadas por filamentos hexagonales. Los simplecosomas maduros generalmente están conectados en ambos lados a través de los mismos filamentos mitocondriales. La función de los simplecosomas es desconocida.
En una parte en los atractiellales, los poros septales están asociados con la formación de pequeños cuerpos fructíferos: estos surgen de cisternas del retículo endoplásmico, que se doblan en el borde y por lo tanto, forman un compartimento esférico.
Los representantes viven como saprotrofos. Desarrollan hifas, no levaduras con conidios haploides. La reproducción es sexual, pero existen algunos géneros de reproducción asexual. El orden también incluye hongos formadores de líquenes.

## Sistemática
Contiene las siguientes familias y géneros:
- Atractogloeaceae
  - Atractogloea
- Mycogelidiaceae
  - Mycogelidium
- Phleogenaceae: 
  - Atractiella
  - Helicogloea
  - Phleogena
- Saccoblastiaceae: 
  - Infundibura
  - Saccoblastia
  - Hobsonia
  - Leucogloea